# Bulgarische Fußballmeisterschaft 1937
Die Bulgarische Fußballmeisterschaft 1937 war die 13. Spielzeit der höchsten bulgarischen Fußballspielklasse. Die Gewinner der vierzehn regionalen Bezirke ermittelten den Meister im Pokalmodus.

## Teilnehmer
| - Belite Orli Plewen - Botew Plowdiw - Bulgaria Chaskowo - FC Bdin Widin - Georgi Draschew Jambol - Chadschi Slawtschew Pawlikeni - Lewski Dupniza | - Lewski Russe - Lewski Sofia - Panajot Wolow Schumen - Tschernomorez Burgas - Wladislaw Warna - Zar Krum Bjala Slatina - ZSK Stara Sagora |

## 1. Runde
|                               | Ergebnis |                        |
| ----------------------------- | -------- | ---------------------- |
| Belite Orli Plewen            | 4:1      | Zar Krum Bjala Slatina |
| Chadschi Slawtschew Pawlikeni | 3:1      | ZSK Stara Sagora       |
| Lewski Sofia                  | 7:1      | Lewski Dupniza         |
| Wladislaw Warna               | 03:0 1   | Panajot Wolow Schumen  |
| Lewski Russe                  | 3:0      | FC Bdin Widin          |
| Georgi Draschew Jambol        | 3:2      | Bulgaria Chaskowo      |
| Botew Plowdiw                 | 6:0      | Tschernomorez Burgas   |

## Viertelfinale
Ein Freilos erhielt: Lewski Sofia
|                 | Ergebnis |                               |
| --------------- | -------- | ----------------------------- |
| Lewski Russe    | 2:0      | Belite Orli Plewen            |
| Botew Plowdiw   | 4:0      | Chadschi Slawtschew Pawlikeni |
| Wladislaw Warna | 1:0      | Georgi Draschew Jambol        |

## Halbfinale
|              | Ergebnis  |                 |
| ------------ | --------- | --------------- |
| Lewski Sofia | 1:0       | Botew Plowdiw   |
| Lewski Russe | 1:1 n. V. | Wladislaw Warna |

### Entscheidungsspiel
|              | Ergebnis |                 |
| ------------ | -------- | --------------- |
| Lewski Russe | 3:0 2    | Wladislaw Warna |

## Finale
| Datum      |              | Ergebnis |              |
| ---------- | ------------ | -------- | ------------ |
| 03.10.1937 | Lewski Sofia | 1:1      | Lewski Russe |
| 05.10.1937 | Lewski Sofia | 3:0      | Lewski Russe |